# جلوة شبكية
الجلوة الشبكية أو المردن الشبكي أو الأداد الشبكي أو أم ضرس أو الضريس (باللاتينية: Atractylis cancellata) نوع نباتي يتبع جنس الجلوة من الفصيلة النجمية.

## الموئل والانتشار
ينتشر في كافة أنحاء حوض البحر الأبيض المتوسط من المشرق العربي ووادي النيل والمغرب العربي إلى تركيا واليونان ومقدونيا والبرتغال وإسبانيا وفرنسا وإيطاليا.